# فیلوش گونه‌سفید
فیلوش گونه‌سفید (نام علمی: Anas bahamensis) که با نام‌های فیلوش باهاما یا اردک تابستانی نیز شناخته می‌شود یک گونه از مرغابیان پهنه‌چین است. این پرنده برای نخستین بار توسط کارل لینه شرح داده شد.

## زیستگاه
این گونه در کارائیب، آمریکای جنوبی و مجمع‌الجزایر گالاپاگوس یافت می‌شود. فیلوش گونه‌سفید در آب‌هایی که دارای شوری کمی هستند مانند دریاچه‌های آب لب‌شور، پای‌رودها و باتلاق‌های حرا مشاهده می‌شود و دارای سه زیرگونه است:
- فیلوش باهامای کوچک - در کارائیب و فلوریدا
- فیلوش باهامای بزرگ - در آمریکای جنوبی
- فیلوش گالاپاگوس - در مجمع‌الجزایر گالاپاگوس

## ویژگی‌ها
مانند بسیاری از اردک‌های جنوبی دارای جنس مشابه هستند. به طورت عمده قهوه‌ای با گونه‌های سفید و نوک خاکستری و قرمز رنگ است و با هیچ مرغابی دیگری در آن محدوده اشتباه گرفته نمی‌شود.

## رفتار
فیلوش گونه‌سفید از گیاهان آبزی و موجودات کوچک تغذیه می‌کند. لانه آن‌ها بر روی زمین تحت پوشش گیاهی و در نزدیکی آب قرار دارد.

## نگارخانه

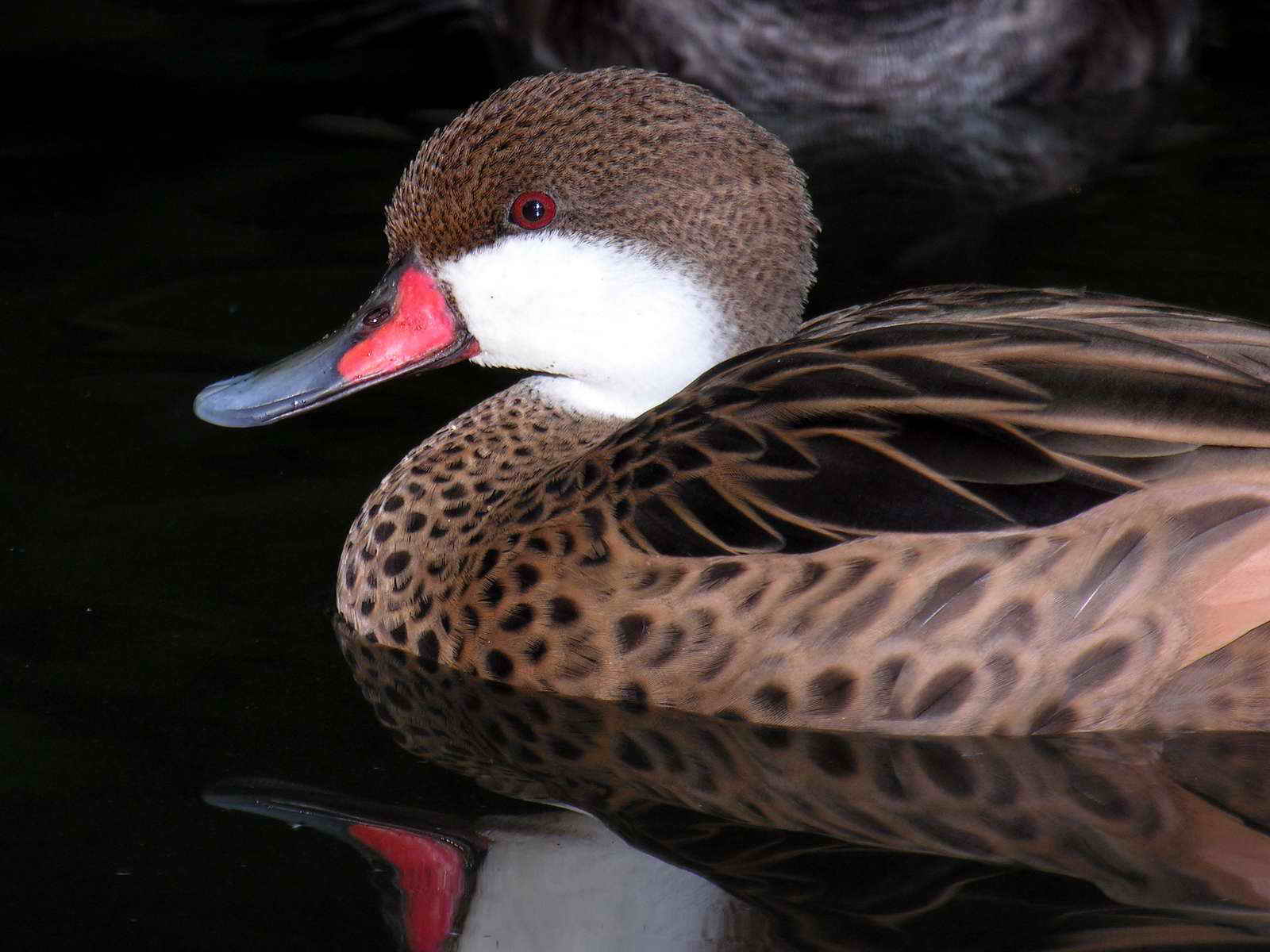
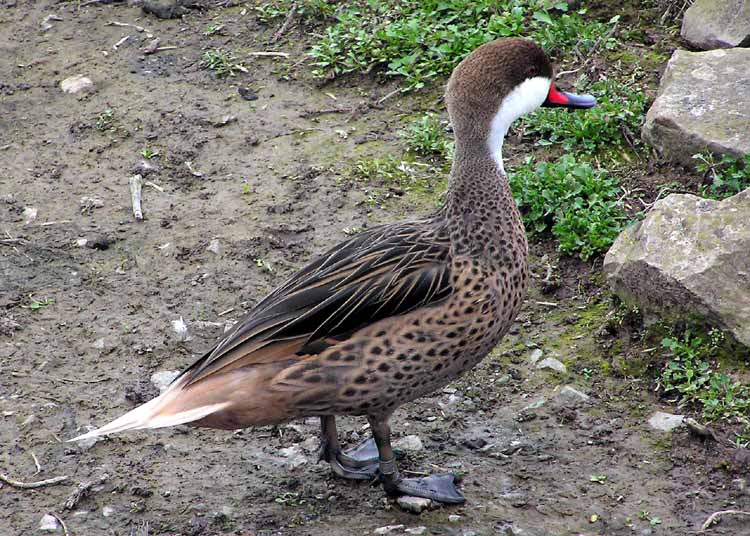
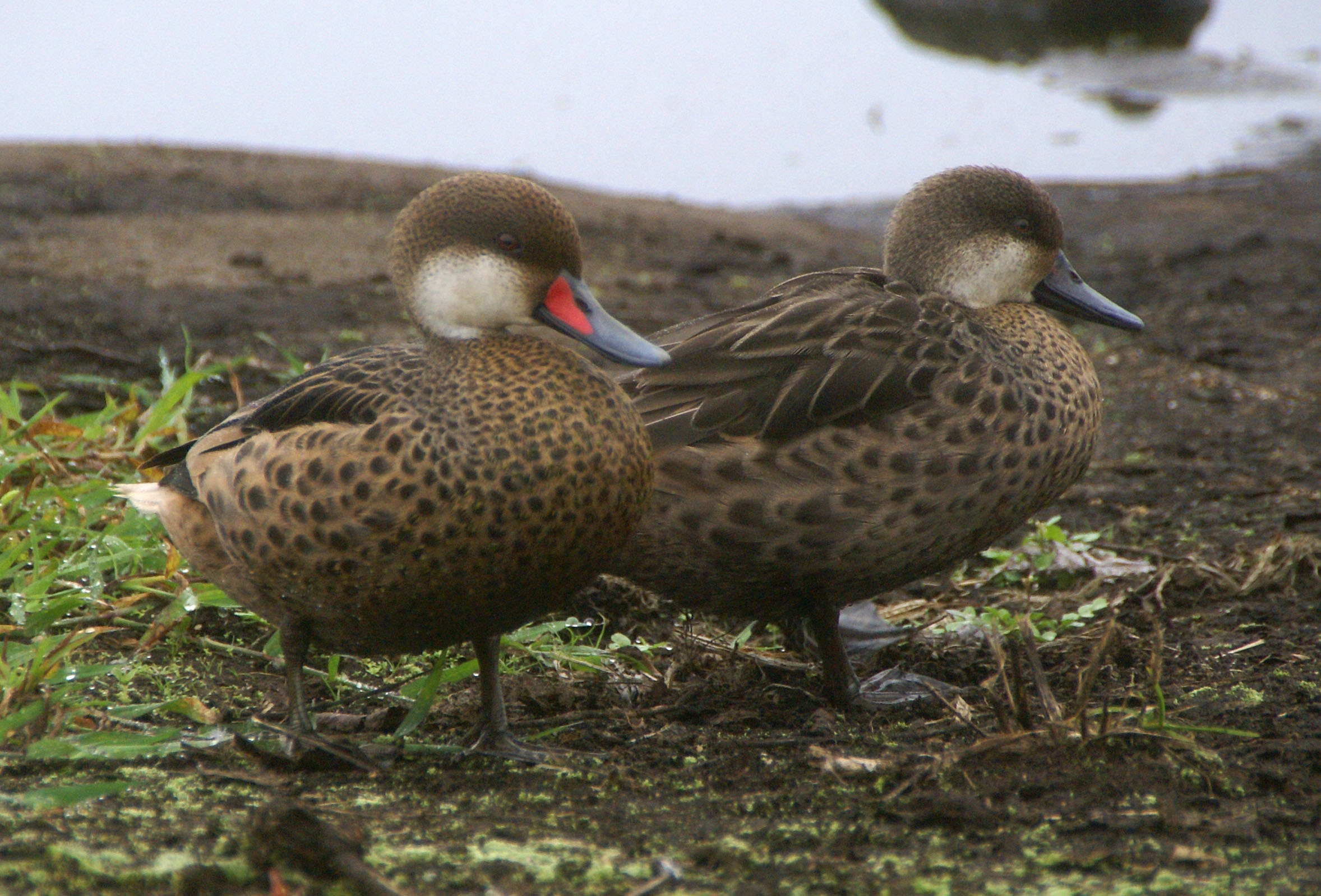
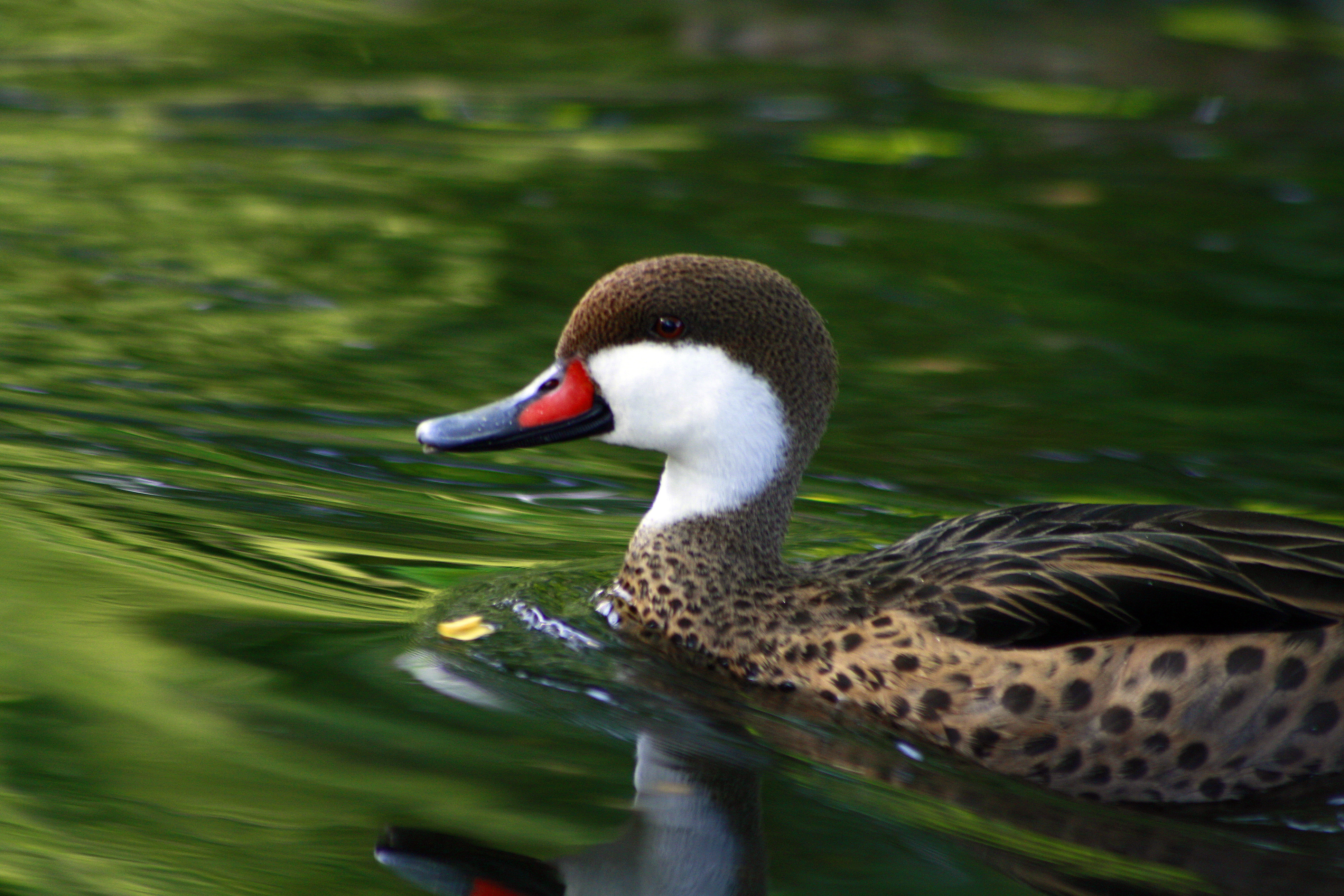
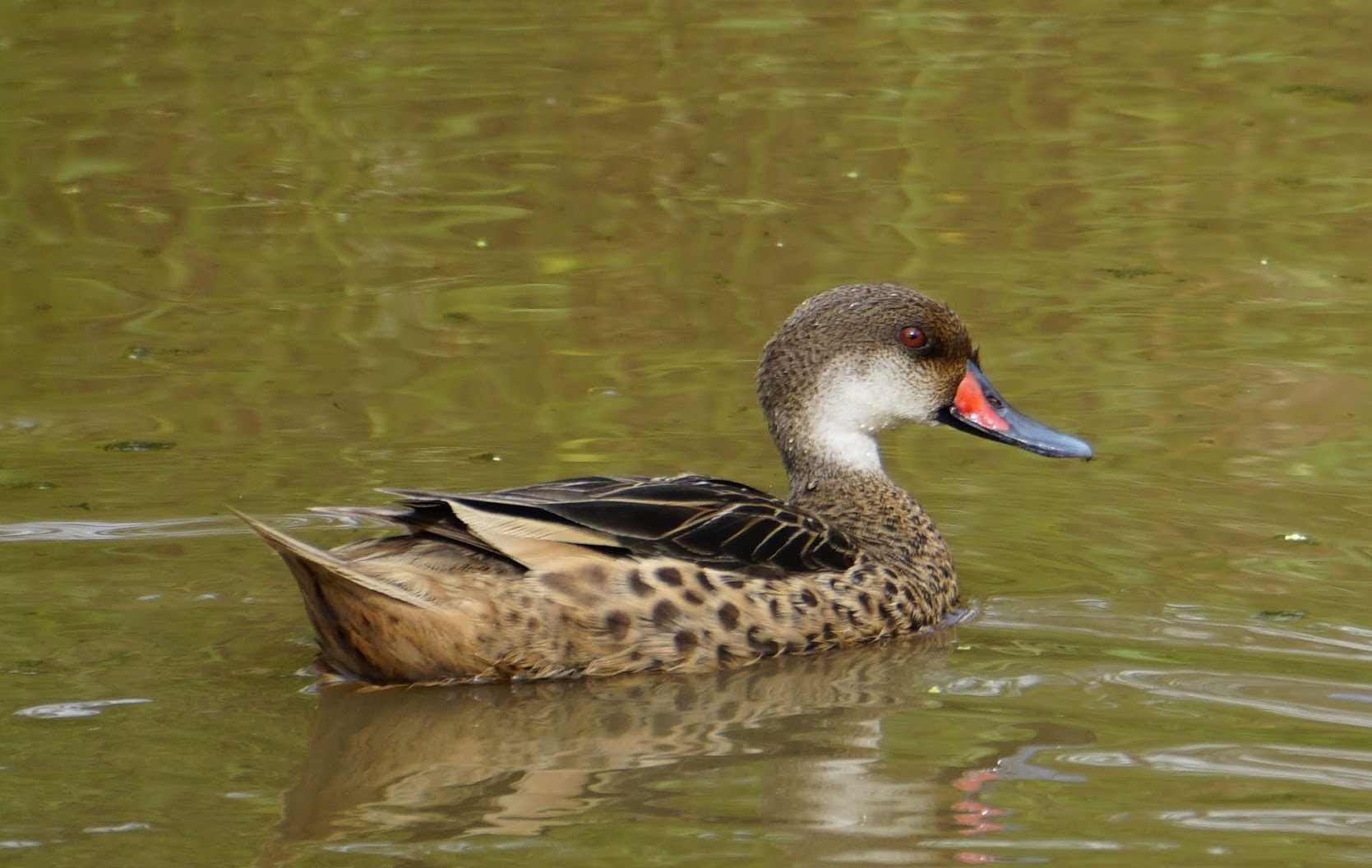
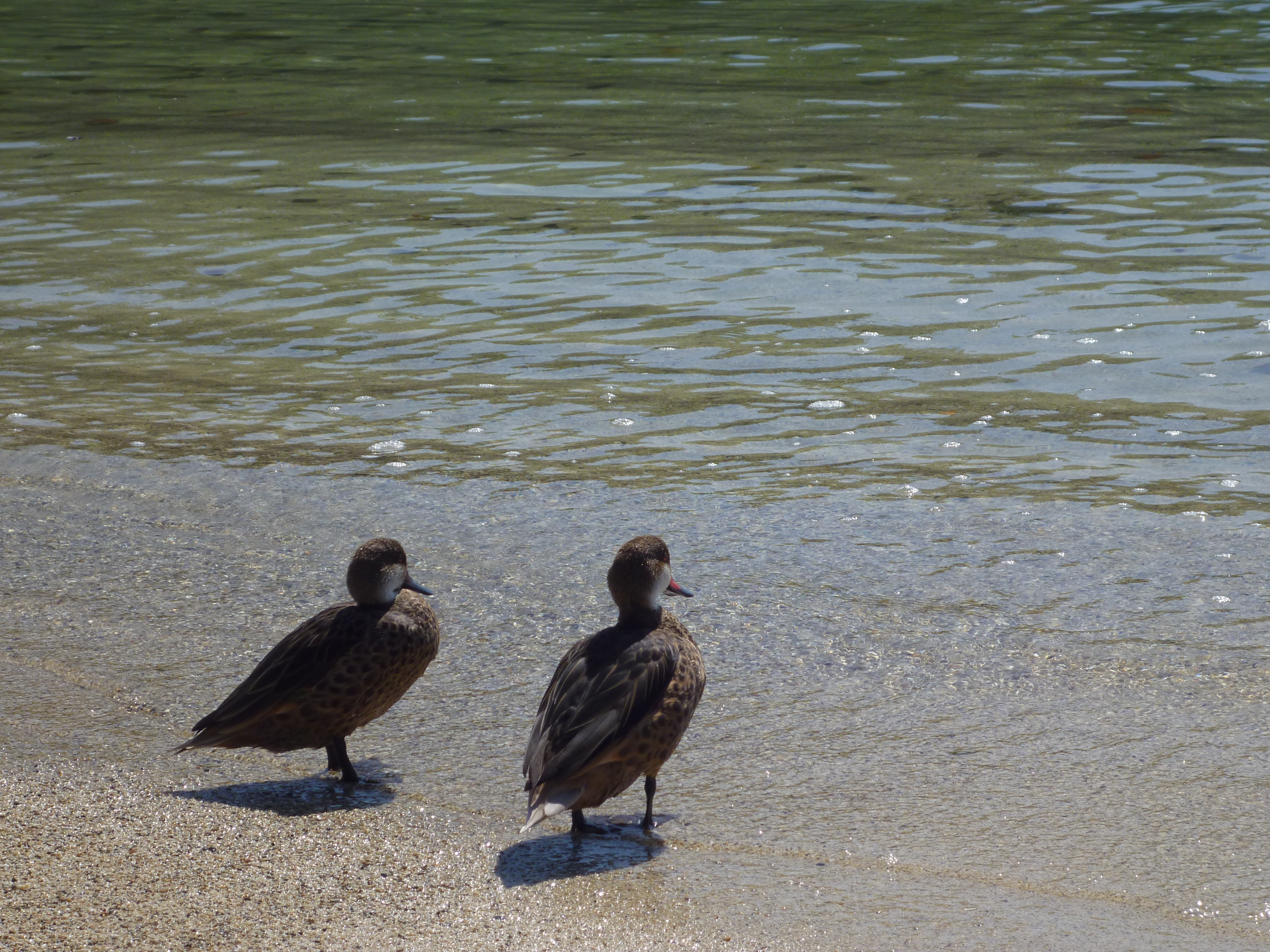
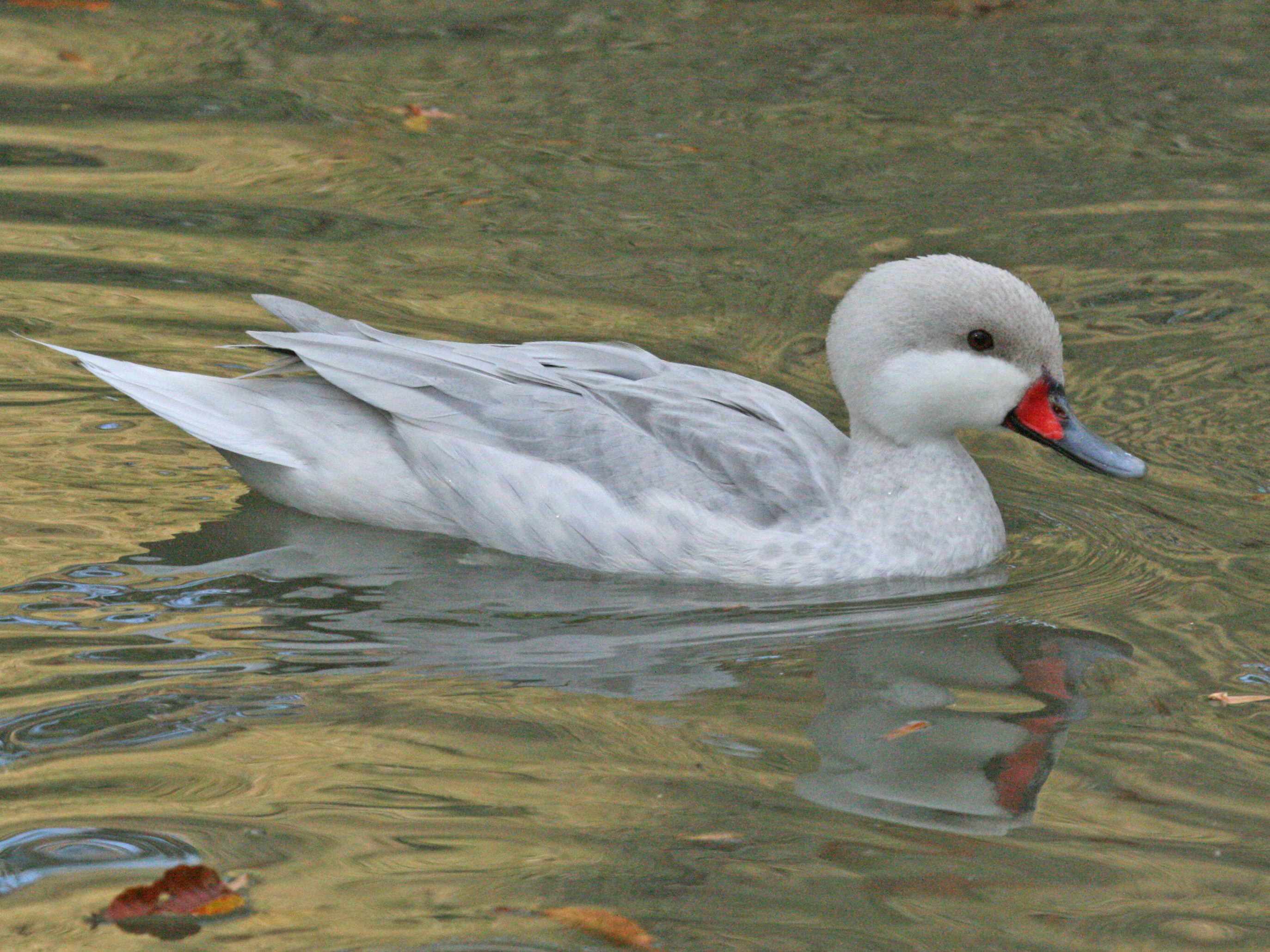